# Södholm (Kökar, Åland)
Södholm med Stackkläppen är en ö i Åland (Finland). Den ligger i Skärgårdshavet och i kommunen Kökar i landskapet Åland, i den sydvästra delen av landet. Ön ligger omkring 56 kilometer öster om Mariehamn och omkring 230 kilometer väster om Helsingfors.
Öns area är 10,2 hektar och dess största längd är 0,5 kilometer i öst-västlig riktning.

## Delöar och uddar
- Södholm 59°56′15″N 20°54′50″Ö / 59.93743°N 20.91385°Ö
- Stackkläppen 59°56′17″N 20°54′37″Ö / 59.93815°N 20.91018°Ö